# GIMP
GIMP (акроним от GNU Image Manipulation Program) e свободен софтуер с отворен код за редактиране на растерна компютърна графика. Частично поддържа векторна графика. Проектът е създаден през 1995 от Спенсър Кимбъл и Питър Маттис и се поддържа от група доброволци. Разпространява се под условията на свободния лиценз GNU General Public License.

## Въведение
Първоначално съкращението GIMP означава на английски: General Image Manipulation Program, но през 1997 пълното название е изменено на GNU Image Manipulation Program и програмата официално става част от проекта GNU.
GIMP може да се използва за обработване на цифрови фотографии. Типични области на приложение са създаване на графики и икони, мащабиране и кадриране на фотографии, оцветяване, комбиниране на изображения с използване на слоеве, ретуширане и преобразуване на изображения в различни формати.
Трябва да се отбележи, че GIMP е едно от първите потребителски приложения от класа на свободния софтуер. По-ранните проекти, като компилатора GCC, ядрото на Linux и подобните им, са основно инструменти, направени от програмисти за програмисти. Някои считат The GIMP за първото потвърждаване на това, че в процеса на разработване на свободно ПО може да се появи нещо, което могат да използват не само специалисти. В този смисъл може да се твърди, че The GIMP e подготвил психологически почвата за други подобри проекти като KDE, GNOME, Mozilla Firefox, OpenOffice.org и множество други приложения.

## Възможности
GIMP е свободен аналог на Adobe Photoshop и други платени графични редактори. Обаче последните продължават да доминират в печатната и графическа индустрии заради някои функционални ограничения на GIMP:
- Невъзможността да заплати за патентованата спецификация за цветове на Pantone. При това положение цветовете, видени на екрана, не съвпадат на 100% с тези, отпечатани на хартия.
- GIMP поддържа основно RGB(A) и оттенъци на сивото, но поддържа и много други цветови схеми, използвани при печат, например CIE XYZ. (Частична поддръжка на CMYK е достъпна с външен плъгин.)
- GIMP поддържа само 8 бита на канал за цвят, което е недостатъчно за линейни представяния RGB и професионално редактиране на изображения.
- GIMP практически не поддържа концепцията gamma, поради което много операции, които изискват линейно представяне на RGB, в действителност се изпълняват в други модели (обикновено в sRGB с нелинейна gamma).

Съществува разширение за експортиране в TIFF с цветотделяне в CMYK и негова съществено подобрена версия Архив на оригинала от 2007-01-07 в Wayback Machine..
За GIMP съществува модул, наречен PSPI Архив на оригинала от 2007-11-16 в Wayback Machine., който позволява да се използват в програмата филтрите 8bf за Adobe Photoshop. Освен това благодарение на проекта GIMP# е реализирана поддръжка на действия (actions) от Photoshop. В последната издадена версия на пакета (0.10) се поддържат примерно 30% от възможните действия.
Освен в интерактивен режим GIMP може да работи автоматично под управление на макропрограми. За написването на програми може да се използва вграденият интерпретаторен език Scheme или езиците за програмиране Perl, Python, Tcl (към момента не се поддържа), C#, Java (експериментално) и Ruby (експериментално). С тяхна помощ може да се пишат интерактивни скриптове и модули за GIMP, а също така и да се създава изображение напълно автоматично, например да се генерират „в ход“ изображения за уеб страници вътре в програмата CGI или изпълнява пакетна цветокорекция и преобразуване на изображения.
За елементите на интерфейса GIMP използва библиотеката GTK+. GIMP и GTK+ първоначално са били разработени за X Window System, работеща в Unix-подобни операционни системи, но след това са пренесени в Microsoft Windows, OS/2, Mac OS X и SkyOS.
В бъдеще се планира да се пренесе GIMP на основата на по-общата графична библиотека GEGL. Това ще позволи да се преодолеят някои фундаментални ограничения на архитектурата, които не дават възможност за реализиране на много идеи, например работа CMYK.

## GIMP за Windows
Финладският программист Tor „tml“ Lillqvist Архив на оригинала от 2007-10-11 в Wayback Machine. започва пренасянето на GIMP (заедно с библиотеката GTK+) на платформата Microsoft Windows през 1997.
Версията на GIMP за Windows е напълно идентична с изходната по възможности и стабилност. С появяването на готови инсталатори, компилирани от Jernej Simoncic, процесът на инсталиране се опростява значително.
Използването на GIMP под Windows може да бъде неудобно поради многото използвани прозорци (кутията с инструменти, цветове, четки, изображения). Поради тази причина някои потребители предпочитат интерфейс в стил Photoshop, при който в един прозорец се съдържат всички компоненти.

## FilmGimp/Cinepaint
FilmGimp, вече наричан Cinepaint, е инструмент, специално приспособен за оцветяване и ретуширане на видеокадри с използване на мениджър на кадрите и слоеве. Дълбочината на цветовете е увеличена до 32 бита (число с плаваща запетая) на канал вместо 8, както при GIMP. Cinepaint се е отделил от GIMP 1.0.4.

## Алтернативи
- Krita

### Ръководства по GIMP
- Официална документация за GIMP, на разположение на много езици
- ((en)) GIMP – The Official Handbook, by Olof S. Kylander, Karin Kylander Архив на оригинала от 2006-01-01 в Wayback Machine.
- ((ru)) Списък с хартиени и електронни книги за GIMP Архив на оригинала от 2007-09-27 в Wayback Machine.
- ((en)) Главната страница от уикито на gimp.org Архив на оригинала от 2006-01-06 в Wayback Machine.
- ((en)) Старата страница с документация за GIMP 2.0 в уикито на основния сайт на програмата Архив на оригинала от 2007-06-03 в Wayback Machine.
- ((en)) Grokking the GIMP, by Carey Bunks Архив на оригинала от 2009-07-01 в Wayback Machine. – свободно разпространяема книга по GIMP и цифров фоторетуш като цяло, на английски
- ((en)) Akkana Peck. Beginning GIMP: From Novice to Professional. 2006 – Най-новата книга за GIMP на английски
- Кратки видеоклипове, демонстриращи възможностите на програмата Архив на оригинала от 2006-01-11 в Wayback Machine.
- WLUG Wiki: GimpVersusPhotoshop Архив на оригинала от 2006-02-16 в Wayback Machine.
- ((ru)) Уроци по GIMP
- ((ru)) Уроци по GIMP на руски Архив на оригинала от 2007-07-03 в Wayback Machine.
- ((ru)) Учебни материали по GIMP на руски[неработеща препратка]
- Информация за мигриращите от Photoshop на GIMP Архив на оригинала от 2007-05-14 в Wayback Machine.
- ((ru)) Интересни статии и начини за редактиране на фотографии в GIMP на руски Архив на оригинала от 2007-05-27 в Wayback Machine.

### Общност на GIMP
- GIMP User Group website Архив на оригинала от 2007-06-09 в Wayback Machine.
- GIMP for Windows user mailing list
- Read-only archive)

Портал:Свободен софтуер